# 車いすバスケットボール女子中華人民共和国代表
車いすバスケットボール女子中華人民共和国代表は、中華人民共和国の女子車いすバスケットボールナショナルチーム。
自国開催の2008年北京パラリンピックでパラリンピックに初出場して以降、実力が向上し、世界大会の上位に進出するようになった。

## 主要国際大会の成績

### パラリンピック
| 年   | 成績   |
| ---- | ------ |
| 2008 | 7位    |
| 2012 | 5位    |
| 2020 | 準優勝 |

### 世界選手権
| 年   | 成績 |
| ---- | ---- |
| 2010 | 8位  |
| 2014 | 7位  |
| 2018 | 4位  |

## 選手
| 2020パラリンピック    |
| --------------------- |
| Chen Xuejing（1.0）   |
| Zhang Xuemei（4.0）   |
| Zhang Tonglei（1.0）  |
| Lyu Guidi（4.0）      |
| Lin Suiling（3.0）    |
| Huang Xiaolian（2.0） |
| Dai Jiameng（4.5）    |
| Lei Tianjiao（4.5）   |
| Chen Wenli（4.5）     |
| Yang Yan（4.0）       |
| Deng Mingzhu（2.0）   |
| Chen Meier（1.5）     |